# علي الكديسي
علي الكديسي لاعب كرة قدم سعودي ، يلعب في خط الوسط.
كانت بداياته مع النادي الفيصلي و لعب معهم إلى غاية عام 2012 و لعب بعدها في نادي الساحل و نادي القادسية لكرة الصالات و وقع مع نادي الثقبة في عام 2017 .